# Бінген (Баден-Вюртемберг)
Бінген (нім. Bingen) — громада в Німеччині, знаходиться в землі Баден-Вюртемберг. Підпорядковується адміністративному округу Тюбінген. Входить до складу району Зігмарінген.
Площа — 37,01 км2. Населення становить 2739 ос. (станом на 31 грудня 2020).

## Географія

### Адміністративний поділ
Громада складається з таких районів:
| Герб   | Назва          | Населення (2010) | Площа    |
| ------ | -------------- | ---------------- | -------- |
| Bingen | Бінген (центр) | 2077             | 3.122 га |
| Wappen | Гіцкофен       | 470              | 964 га   |
| Wappen | Гохберг        | 127              | 347 га   |
| Wappen | Горнштайн      | 106              | 364 га   |

## Галерея

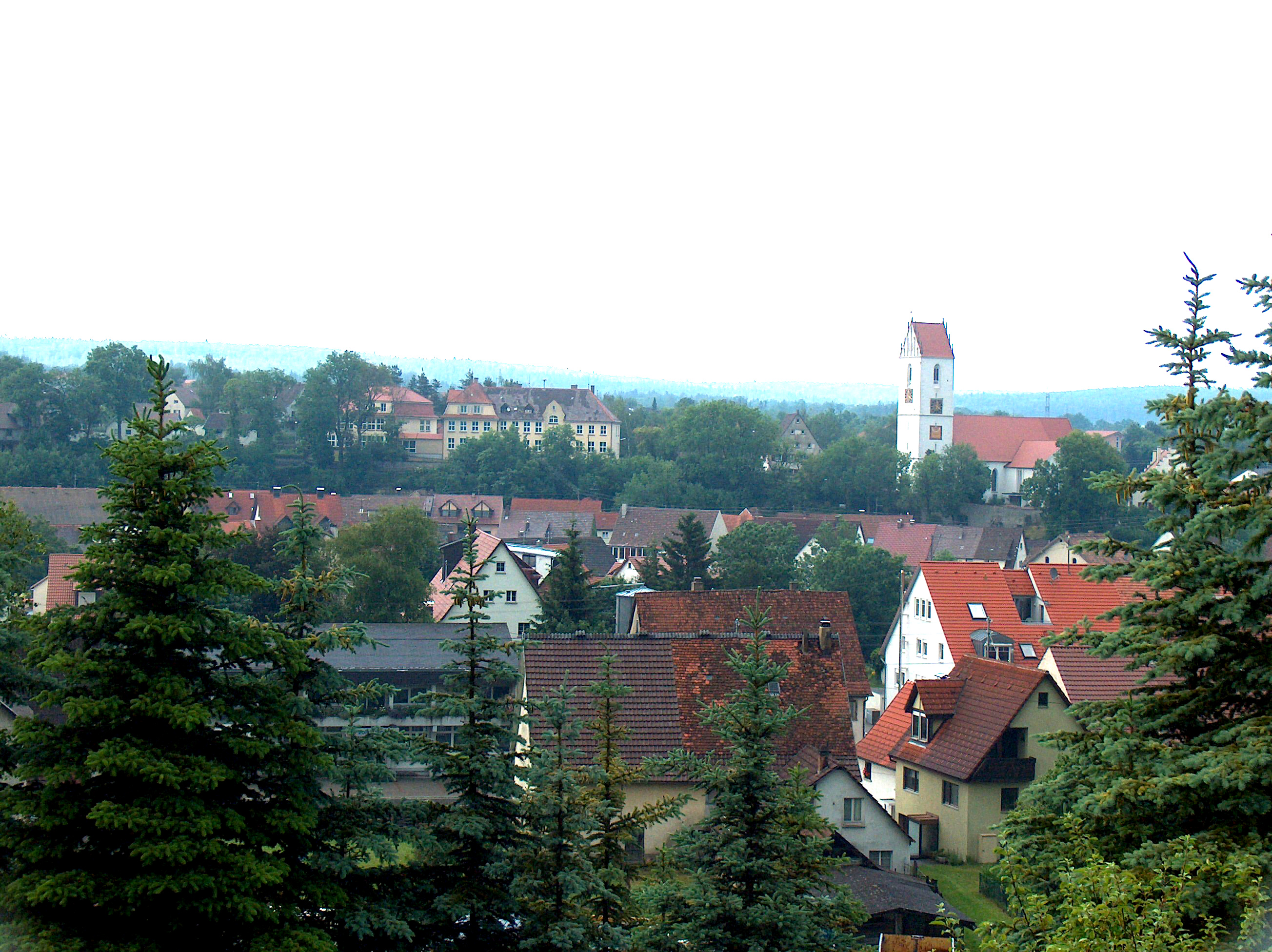
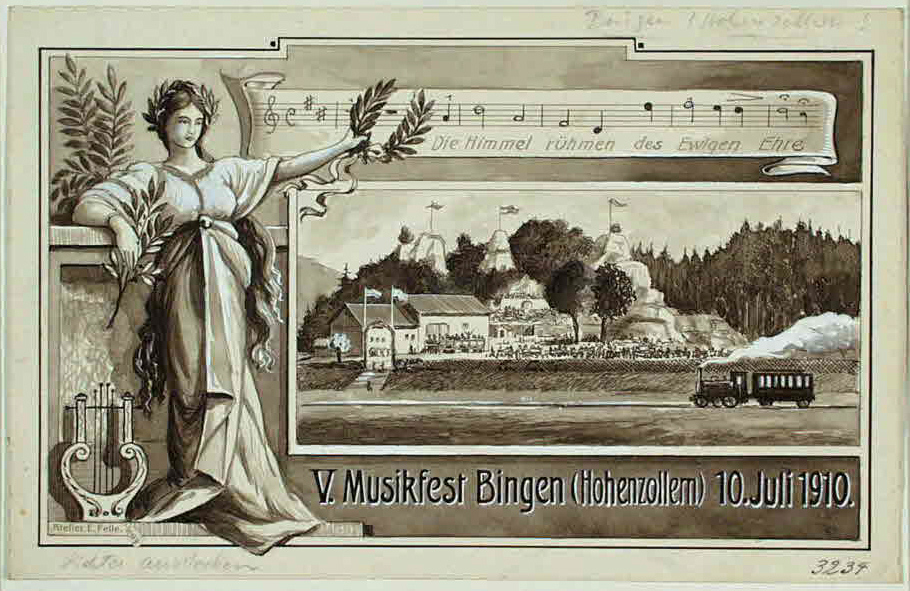